# Cernobbio
Cernobbio est une commune italienne de la province de Côme, dans la région Lombardie. Elle se situe à 40 kilomètres au nord de Milan et à environ 2 kilomètres au nord-ouest de Côme, sur la frontière avec la Suisse, au bord du lac de Côme. Elle s'étend au pied du monte Bisbino (1 325 mètres).

## Administration
| Période                                  | Période | Identité      | Étiquette | Qualité |
| ---------------------------------------- | ------- | ------------- | --------- | ------- |
|                                          |         | Paolo Furgoni |           |         |
| Les données manquantes sont à compléter. |         |               |           |         |

### Hameaux
Rovenna, Piazza Santo Stefano

### Communes limitrophes
Blevio, Côme, Maslianico, Moltrasio

## Événements
Depuis 1975, la ville de Cernobbio accueille le forum Ambrosetti, une conférence économique internationale qui rassemble essentiellement des responsables européens. Il se tient chaque année au début septembre dans la Villa d'Este.
Le concours d'élégance Villa d'Este (Concorso d'Eleganza Villa d'Este en italien) est un des plus prestigieux concours d'élégance d'automobiles de collection du monde. Il est organisé tous les ans depuis 1929, fin mai, dans les parcs des villa d'Este et villa Erba voisine, à Cernobbio, au bord du lac de Côme près de Milan en Lombardie en Italie.